# Seconda Divisione (Libano)
La Seconda Divisione (in arabo الدوري اللبناني الدرجة الثانية‎?) è il secondo livello del campionato libanese di calcio. Fondata nel 1934, è posta sotto l'egida della Federazione calcistica del Libano (LFA).
Le 12 squadre che partecipano si affrontano l'una con l'altra due volte in campionato, una volta a casa e l'altra in trasferta, in un girone all'italiana. Le prime due classificate sono promosse alla Prima Divisione, mentre le ultime due retrocedono alla Terza Divisione.

## Squadre

### Organico 2023-2024
- Akhaa Ahli Aley
- Bint Jbeil
- Ijtimaii
- Irshad Chhim
- Islah Borj Shmali
- Mabarra
- Nahda Bar Elias
- Riyadi Abbassieh
- Salam Zgharta
- Shabab Baalbek
- BFA Sporting
- Wehda Saadnayel